# Милович, Горан
Горан Милович (хорв. Goran Milović; 29 января 1989 года, Сплит) — хорватский футболист, защитник.

## Клубная карьера
Горан Милович начинал свою карьеру футболиста в клубе «Сплит» из своего родного города. Первоначально он числился в основной команде, но на поле не выходил. 31 июля 2010 года Милович дебютировал в хорватской Первой лиге, выйдя в основном составе в домашнем матче против «Вараждина». А спустя 2 месяца он впервые забил на высшем уровне, отметившись в гостевой игре с «Истрой 1961».
В конце января 2012 года Милович подписал контракт со сплитским «Хайдуком», где отыграл следующие 4 года. 11 мая 2014 года он сделал дубль в домашнем мачте против «Осиека». В феврале 2016 года Милович перешёл в команду китайской Суперлиги «Чунцин Лифань».

## Карьера в сборной
17 ноября 2015 года Горан Милович дебютировал за сборную Хорватии, заменив на 75-й минуте товарищеского матча со сборной России нападающего Николу Калинича.

## Достижения
«Сплит»
- Победитель Второй лиги (1): 2009/10

 «Хайдук»
- Обладатель Кубка Хорватии (1): 2012/13